# Wolfgang Winkelhues
Wolfgang Winkelhues (* 28. August 1947) ist Landestrainer der Dressurreiter in Nordrhein-Westfalen.
Winkelhues gewann in den achtziger Jahren 15 S-Siege und 150 Platzierungen in Dressurprüfungen bis Grand Prix.
Winkelhues wurde bei Reitmeister Robert Schmidtke ausgebildet und erhielt 1983 das Goldene Reitabzeichen und 1986 die St. Georgs-Plakette für herausragende Leistungen im Pferdesport verliehen. Er betreibt auch die Riegel-Anlage in Bonn-Hardtberg, ein Leistungsstützpunkt des Pferdesportverbandes Rheinland, wo u. a. das internationale Dressurturnier European Youngster Classics Bonn ausgetragen wird. Ein Schwerpunkt liegt in der Ausbildung junger Reiter.
Seine Tochter Katharina ist ebenfalls als Dressurreiterin erfolgreich.